# Kevin Owens e Sami Zayn
Kevin Owens e Sami Zayn foram uma dupla canadense de luta profissional. Eles trabalham atualmente para a WWE, mas atuam em marcas diferentes. Eles foram uma vez Campeões Indiscutíveis de Duplas da WWE, detendo tanto o Campeonato de Duplas do Raw quanto o Campeonato de Duplas do SmackDown.
A equipe se originou em 2007 na Ring of Honor, onde Zayn e Owens eram conhecidos como El Generico e Kevin Steen (este último sendo o nome verdadeiro de Owens), apelidado de "Steenerico" pelos fãs, vencendo o Campeonato Mundial de Duplas da ROH em 2008. Eles também se uniram no circuito independente, conquistando o Campeonato Mundial de Duplas da Pro Wrestling Guerilla duas vezes. Zayn e Owens assinaram com a WWE em 2013 e 2014 respectivamente, e desde então permaneceram na empresa, rivalizando ou formando parcerias várias vezes ao longo de suas respectivas carreiras na WWE; na WrestleMania 39 em 2023, eles ganhariam o Campeonato Indiscutíveis de Duplas da WWE, seus primeiros títulos de duplas na WWE separadamente ou juntos. Com a vitória, eles se tornaram o primeiro time a conquistar os Campeonatos de Duplas da ROH, PWG e WWE desde sua formação em 2007.

## História

### Ring of Honor (2007–2009; 2012)

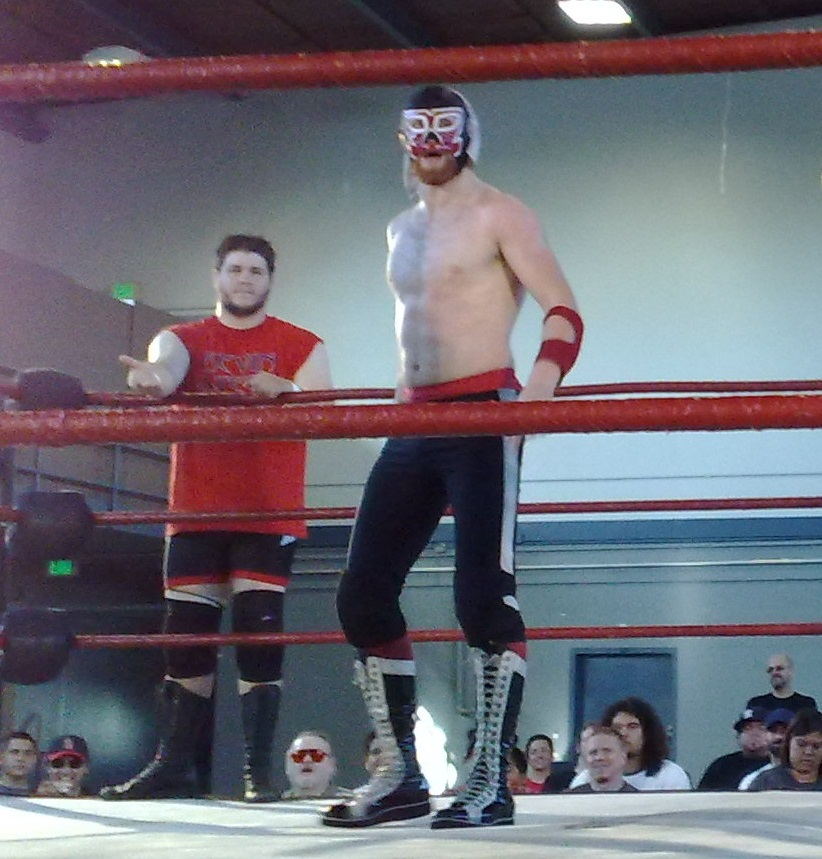
Kevin Steen (atrás) e El Generico (à direita) em uma luta de duplas em um evento do PWG em 2008

El Generico e Kevin Steen estrearam no Ring of Honor como um time perdendo para The Briscoe Brothers em 17 de fevereiro de 2007. Em 14 de abril, Mark Briscoe retornou no meio da partida de seu irmão Jay e Erick Stevens contra Kevin Steen e El Generico; Mark foi espancado pela dupla e imobilizado por Steen. Em 11 de maio, Kevin Steen (como heel) e El Generico (como face) derrotaram Jason Blade e Eddie Edwards.
No Respect is Earned em uma luta preliminar, Kevin Steen e El Generico derrotaram The Irish Airborne (Jake Crist e Dave Crist), Pelle Primeau e Mitch Franklin e Jimmy Rave e Adam Pearce com Shane Hagadorn em uma luta de duplas Scramble. Naquela mesma noite, Kevin Steen e El Generico brigaram com os Briscoe Brothers, terminando com Mark Briscoe sofrendo uma leve concussão causada por um tiro em uma cadeira de aço. No Driven, os Briscoe Brothers derrotaram Kevin Steen e El Generico para reter o Campeonato Mundial de Duplas da ROH. Steen e Generico então sofreram derrotas para os Briscoes no Caged Rage em uma luta Steel Cage, Manhattan Mayhem II em uma partida de duas de três quedas e Man Up em uma luta de escada. Sua única vitória de duplas sobre os Briscoes foi no Death Before Dishonor V: Noite 1 em um Boston Street Fight sem título.
Em 6 de junho de 2008, Steen e Generico participaram do torneio de uma noite para coroar os novos Campeões Mundial de Duplas da ROH. Eles derrotaram Go Shiozaki e o Campeão Mundial da ROH Nigel McGuiness no primeiro round e Chris Hero e Adam Pearce no segundo round antes de perder para Jimmy Jacobs e Tyler Black nas finais. Em 19 de setembro de 2008, Steen e Generico derrotaram Jacobs e Black para ganhar o Campeonato Mundial de Duplas da ROH. Mais tarde, eles perderam o campeonato para os American Wolves (Davey Richards e Eddie Edwards).
Em 19 de dezembro de 2009, no Final Battle de 2009, o primeiro pay-per-view ao vivo da ROH, após uma derrota para o The Young Bucks, Steen deu meia-volta ao atacar El Generico. A rivalidade de Steen e Generico terminou um ano depois, em 18 de dezembro de 2010, no Final Battle de 2010, onde Generico derrotou Steen em um Fight Without Honor não sancionado, onde ele colocou sua máscara em risco contra a carreira de Steen no Ring of Honor.
16 de dezembro de 2012 marcou a batalha final entre Steen e Generico no Ring of Honor. No Final Battle de 2012, a partida 4th Ladder War aconteceu no Hammerstein Ballroom em Nova York. O que acabou sendo a última partida de Generico no Ring of Honor, Generico enfrentou Steen depois que Steen acertou o Package Piledriver em uma engenhoca de escada construída ao longo da partida por ambos os competidores.

### Pro Wrestling Guerrilla (2007–2008; 2013)
Em 29 de julho de 2007, no Giant Size Annual #4, Generico e Steen derrotaram PAC e Roderick Strong para se tornarem os Campeões Mundiais de Duplas da PWG pela primeira vez. Eles defenderam com sucesso os cinturões por quase três meses, perdendo-os para a equipe de Davey Richards e Super Dragon em 27 de outubro na Inglaterra, como parte da turnê European Vacation II do PWG. Na noite seguinte, Steen se juntou ao PAC na tentativa de recuperar os cinturões de Dragon e Richards, anunciando antes da partida que se perdesse, deixaria a empresa por tempo indeterminado. Ele não conseguiu vencer a luta.
Generico e Steen conquistaram o título pela segunda vez, desta vez do The Dynasty (Joey Ryan e Scott Lost) em 21 de março de 2008, após Steen retornar ao PWG para uma luta improvisada. Eles se tornaram o primeiro time na história do PWG a fazer parte do torneio anual Dynamite Duumvirate Tag Team Title para defender os cinturões em cada partida que disputaram. Nas finais do torneio, perderam para Jack Evans e Roderick Strong, encerrando assim seu segundo reinado. Depois que El Generico concordou em um acordo com a WWE, ele e Steen se reuniram mais uma vez em 12 de janeiro de 2013, entrando no Torneio Dynamite Duumvirate Tag Team Title de 2013. Depois de vitórias sobre The Briscoe Brothers e Future Shock (Adam Cole e Kyle O'Reilly), eles foram derrotados na final do torneio pelos The Young Bucks.

### WWE

#### Primeira rivalidade (2014–2017)

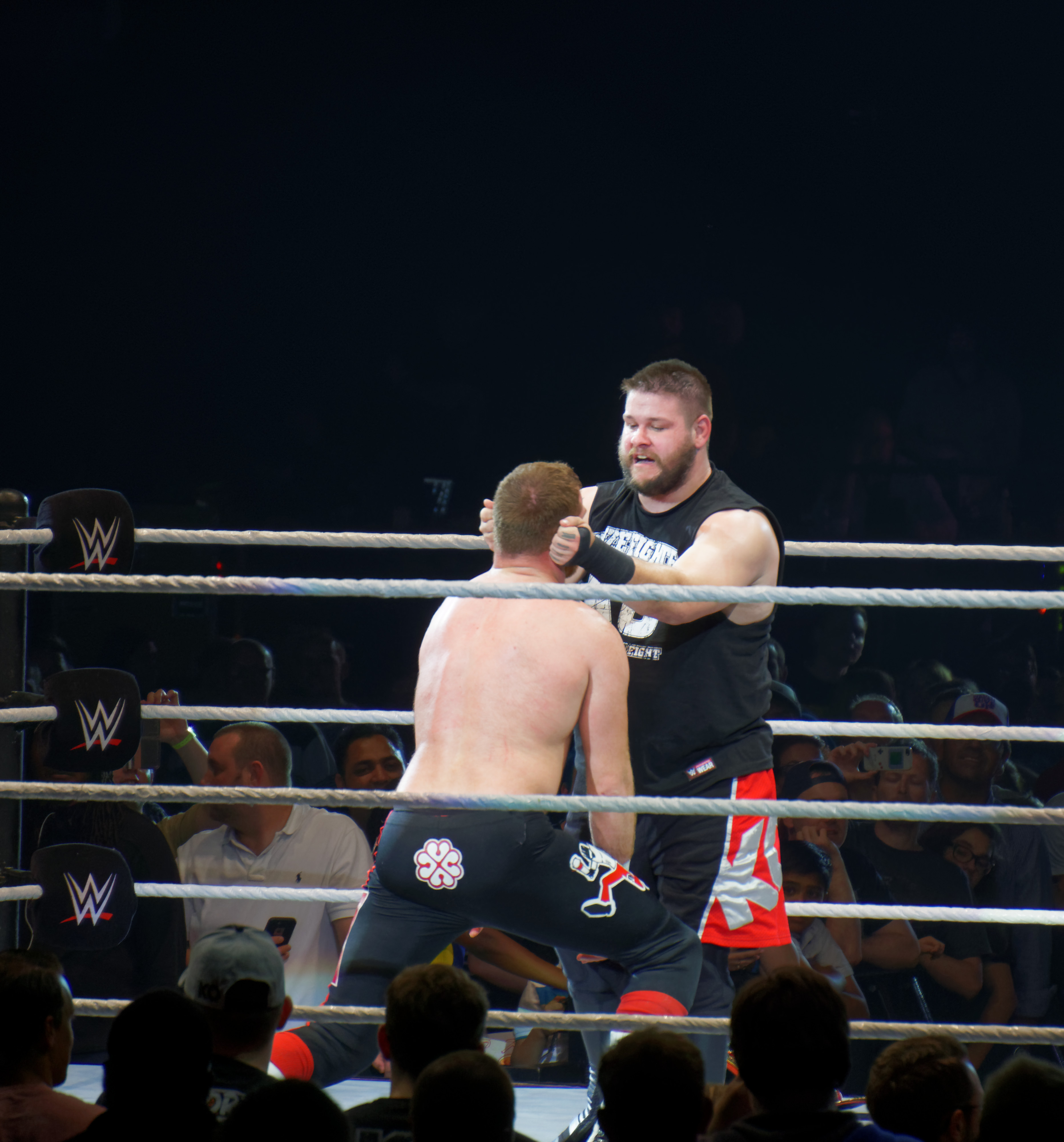
Kevin Owens provocando Sami Zayn em um evento ao vivo durante sua rivalidade em 2016.

Generico assinou contrato com a WWE em 9 de janeiro de 2013, onde trabalhou no território de desenvolvimento NXT como Sami Zayn, enquanto Steen permaneceu assinado com a ROH. Em 12 de agosto de 2014, Steen assinou com a WWE e também foi enviado para o NXT sob o nome de Kevin Owens e estreou no NXT TakeOver: R Evolution na partida de abertura, derrotando CJ Parker. No evento principal, Zayn derrotou Adrian Neville para ganhar o Campeonato do NXT. Depois de uma longa comemoração com o elenco, Owens se voltou contra Zayn, lançando uma powerbomb no ringue e reacendendo sua rivalidade. Em 11 de fevereiro de 2015, no NXT TakeOver: Rival, Owens ganhou o título de Zayn por paralisação do árbitro após bombardear Zayn continuamente.
Em maio de 2015, Owens foi incluído no elenco principal, seguido por Zayn no ano seguinte. No episódio do Raw de 16 de maio de 2016, Owens e Zayn foram colocados em uma luta de duplas para enfrentar Cesaro e The Miz em uma tentativa de vitória, mas Owens atacou Zayn imediatamente após a partida. Os dois tiveram uma briga no pay-per-view Battleground, onde Zayn derrotou Owens. Ambos foram transferidos para a marca Raw durante o draft da WWE de 2016, mas foram negociados para a marca SmackDown durante o WWE Superstar Shake-up de 2017.

#### Reunião como vilões (2017–2019)
Em 8 de outubro de 2017, no Hell in a Cell, Zayn ajudou Owens a derrotar o comissário do SmackDown Shane McMahon no evento principal, virando Zayn um vilão pela primeira vez em sua carreira e se reunindo com Owens no processo. No episódio de 10 de outubro do SmackDown Live, Zayn disse que Owens estava certo o tempo todo e chamou Owens de "irmão". No episódio de 17 de outubro do SmackDown Live, Owens e Zayn derrotaram Randy Orton e Shinsuke Nakamura em uma luta de duplas após Zayn acertar um golpe baixo em Orton. No show inicial do Survivor Series, Owens e Zayn derrotaram Breezango (Tyler Breeze e Fandango). Mais tarde naquela noite, eles atacaram Shane McMahon durante a partida de eliminação 5 contra 5 do Survivor Series Interbrand, que levou à derrota do Time SmackDown. No episódio de 28 de novembro do SmackDown Live, Owens derrotou Orton em uma luta sem desqualificação após interferência de Zayn, que foi originalmente banido do ringue. No episódio de 5 de dezembro do SmackDown Live, Zayn perdeu para Orton com Owens algemado às cordas do ringue.
No Clash of Champions em 17 de dezembro, Owens e Zayn enfrentaram Orton e Nakamura em uma luta de duplas com seus empregos em jogo e Shane McMahon e o gerente geral do SmackDown, Daniel Bryan, como árbitros. Após uma contagem rápida de Bryan, Owens e Zayn venceram a partida, mantendo assim seus empregos. Após Clash of Champions, Owens e Zayn embarcaram em uma rivalidade com o Campeão da WWE AJ Styles, enfrentando-o no Royal Rumble em uma luta de handicap e no Fastlane em um desafio de seis packs, incluindo também Baron Corbin, Dolph Ziggler e John Cena, falhando ambas as vezes. Durante a luta Fastlane, a rivalidade de Owens e Zayn com Shane McMahon se intensificou quando Shane, que estava sentado ao lado do ringue, interferiu constantemente e interrompeu os pinfalls tentados por Owens e Zayn. Isso levou a uma partida na WrestleMania 34 contra a equipe de Shane McMahon e o gerente geral do SmackDown, Daniel Bryan, que retornou ao ringue após anos de aposentadoria. Na WrestleMania, Zayn se submeteu ao Yes! Lock. Depois de perderem, eles se juntaram ao Raw, onde lutaram várias lutas de duplas até Money in the Bank. Após o evento, foi relatado que Zayn teve que se submeter a uma cirurgia para consertar os manguitos rotadores rompidos em seu joelho e ombro, dividindo assim a equipe e Owens também teria sido submetido a uma cirurgia no joelho.
No episódio de 4 de junho de 2019 do SmackDown Live, Owens e Zayn se reuniram para enfrentar o New Day em uma tentativa perdida. No Stomping Grounds, eles derrotaram o The New Day. Após o evento Stomping Grounds, a dupla Owens e Zayn se separou novamente, depois que Owens virou o mocinho e reacendeu sua rivalidade com Shane McMahon. Sami Zayn continuou então seu trabalho como um vilão ameaçador e implacável que o ajudou a vencer o Campeonato Intercontinental em duas ocasiões distintas em 2020.

#### Segunda rivalidade (2021–2023)
Em março de 2021, Zayn começou a se apresentar como um teórico da conspiração perturbado que acreditava que a WWE o estava segurando. Logo depois, Zayn reacendeu sua rivalidade com Owens depois que Zayn tentou, sem sucesso, convencer Owens a acreditar em suas teorias da conspiração. Owens então desafiou Zayn para uma luta na WrestleMania 37, que Zayn aceitou. Na WrestleMania, Owens derrotou Zayn. Depois que Zayn interferiu na luta de duplas de Owens e Big E contra Apollo Crews e Commander Azeez na edição de 18 de junho de 2021 do SmackDown, Owens exigiu uma luta contra Zayn no Hell in a Cell, que Zayn venceu. No episódio de 2 de julho do SmackDown, Owens derrotou Zayn em uma revanche, que foi disputada como uma luta Last Man Standing para se qualificar para a luta masculina Money in the Bank.
Depois de ingressar no The Bloodline em 2022 como o "Uce Honorário", Zayn começou uma rivalidade com Owens no início de 2023 e lutaram entre si no episódio de 20 de janeiro do SmackDown apenas para The Usos e Solo Sikoa interferirem. Durante o evento principal do Royal Rumble, Roman Reigns, que questionou a lealdade de Zayn nas últimas semanas, manteve o Campeonato Indiscutível Universal da WWE contra Owens e fez com que o resto do The Bloodline atacasse Owens após a partida. Zayn se recusou a se juntar à surra e acabou acertando Reigns com uma cadeira de aço, levando o resto do The Bloodline a derrotar Zayn e, assim, expulsá-lo do grupo enquanto Jey Uso saía. No episódio de 3 de fevereiro do SmackDown, Zayn atacou Reigns e o desafiou para uma luta pelo Campeonato Indiscutível Universal da WWE no Elimination Chamber, que Reigns aceitou. Zayn não conseguiu ganhar o título e foi agredido por Reigns e Jimmy Uso após a luta até que Owens apareceu e salvou Zayn. No episódio seguinte do Raw após Elimination Chamber, Zayn ofereceu um ramo de oliveira para Owens e propôs que eles se unissem para derrubar The Bloodline, mas Owens rejeitou.

#### Reunião como favorito dos fãs (2023–2025)

Kevin Owens e Sami Zayn em um evento ao vivo em 2023.

No episódio de 17 de março de 2023 do SmackDown, Cody Rhodes convidou Owens e Zayn para discutir para que eles pudessem se reunir para lutar contra The Bloodline, mas Owens novamente se recusou a se juntar a Zayn. Mais tarde naquela noite, Zayn confrontou Jey Uso no ringue e foi espancado pelos The Usos. Owens correu para salvar Zayn e o abraçou, reunindo-se oficialmente no processo. No episódio do Raw de 20 de março, Owens e Zayn desafiaram The Usos para uma luta pelo Undisputed WWE Tag Team Championship na WrestleMania 39, que The Usos aceitou. Na WrestleMania 39, eles derrotaram The Usos para ganhar o Undisputed WWE Tag Team Championships, encerrando o reinado histórico dos Usos no Undisputed Tag Team Championship. A partida foi avaliada com cinco estrelas por Dave Meltzer e se tornou a oitava partida do elenco principal da WWE a receber cinco estrelas, tornando-se a primeira partida de cinco estrelas nas carreiras de Owens e Zayn. Owens e Zayn foram convocados para a marca Raw no Draft de 2023 da WWE. No Night of Champions, Owens e Zayn mantiveram seu Undisputed Tag Team Championship contra The Bloodline (Roman Reigns e Solo Sikoa).

## No wrestling
- Movimentos de finalização da dupla
  - Package piledriver por Steen e um spike brainbuster por Generico[15]
  - Movimentos de finalização de Owens
    - Pop-up powerbomb

  - Movimentos de finalização de Zayn
    - Helluva Kick (Running big boot to a cornered opponent)
- Movimentos secundários da dupla
  - Powerbomb de Steen seguido de um Diving Splash de Generico
  - Senton Bomb de Steen seguido de um Diving Splash de Generico[16]
  - Drop toe Hold de Generico seguido por Somersault Leg Drop na cabeça do oponente por Steen[15]
  - Catapults por Steen seguido de chutes de Generico
  - Movimentos secundários de Owens
    - Cannonball
    - Running senton

  - Movimentos secundários de Zayn
    - Blue Thunder Bomb (Spin-out powerbomb)
    - Half-and-half suplex

## Títulos e prêmios
- Pro Wrestling Guerrilla
  - PWG World Tag Team Championship (2 vezes)

- Ring of Honor
  - ROH World Tag Team Championship (1 vez)[17]

- Wrestling Observer Newsletter
  - Rivalidade do Ano (2010) Kevin Steen vs. El Generico[18]